# Campionato mondiale femminile di pallamano 2013 - Play-off di qualificazione
Le qualificazioni europee per il Campionato mondiale femminile di pallamano 2013 si sono svolte in due fasi. La Serbia, come paese organizzatore, e la Norvegia, campione del mondo in carica, sono qualificate automaticamente.

Nella prima fase di qualificazione, 15 squadre che non hanno partecipato al Campionato europeo 2012 sono state divise in 3 gruppi di 4 squadre e uno di 3. Le vincitrici dei gruppi, insieme a 12 squadre provenienti dal Campionato europeo, hanno disputato i play-off per stabilire le altre qualificate al Campionato mondiale.

## Prima fase

### Gruppo 1
Giocato a Partizánske (Slovacchia) dal 30 novembre al 2 dicembre 2012.
| Pos. | Squadra    | Pt | G | V | N | P | GF | GS | DR  |
| ---- | ---------- | -- | - | - | - | - | -- | -- | --- |
| 1.   | Slovacchia | 6  | 3 | 3 | 0 | 0 | 94 | 58 | +36 |
| 2.   | Svizzera   | 4  | 3 | 2 | 0 | 1 | 96 | 76 | +20 |
| 3.   | Grecia     | 2  | 3 | 1 | 0 | 2 | 63 | 88 | -25 |
| 4.   | Finlandia  | 0  | 3 | 0 | 0 | 3 | 68 | 99 | -31 |

| Data       | Ora         | Partita    | Partita | Partita    |
| ---------- | ----------- | ---------- | ------- | ---------- |
| 30-11-2012 | 15:30 UTC+1 | Svizzera   | 37 - 27 | Finlandia  |
| 30-11-2012 | 18:00 UTC+1 | Slovacchia | 30 - 16 | Grecia     |
| 1-12-2012  | 15:30 UTC+1 | Grecia     | 23 - 35 | Svizzera   |
| 1-12-2012  | 18:00 UTC+1 | Finlandia  | 18 - 38 | Slovacchia |
| 2-12-2012  | 15:30 UTC+1 | Grecia     | 24 - 23 | Finlandia  |
| 2-12-2012  | 18:00 UTC+1 | Slovacchia | 26 - 24 | Svizzera   |

### Gruppo 2
Giocato ad Apeldoorn (Paesi Bassi) dal 29 novembre al 2 dicembre 2012.
| Pos. | Squadra     | Pt | G | V | N | P | GF  | GS  | DR  |
| ---- | ----------- | -- | - | - | - | - | --- | --- | --- |
| 1.   | Paesi Bassi | 6  | 3 | 3 | 0 | 0 | 101 | 61  | +40 |
| 2.   | Slovenia    | 4  | 3 | 2 | 0 | 1 | 87  | 65  | +22 |
| 3.   | Austria     | 2  | 3 | 1 | 0 | 2 | 80  | 78  | +2  |
| 4.   | Israele     | 0  | 3 | 0 | 0 | 3 | 61  | 125 | -64 |

| Data       | Ora         | Partita     | Partita | Partita     |
| ---------- | ----------- | ----------- | ------- | ----------- |
| 29-11-2012 | 18:00 UTC+1 | Austria     | 22 - 26 | Slovenia    |
| 29-11-2012 | 20:00 UTC+1 | Paesi Bassi | 47 - 20 | Israele     |
| 30-11-2012 | 12:00 UTC+1 | Israele     | 22 - 40 | Austria     |
| 30-11-2012 | 16:00 UTC+1 | Slovenia    | 23 - 24 | Paesi Bassi |
| 2-12-2012  | 11:00 UTC+1 | Slovenia    | 38 - 19 | Israele     |
| 2-12-2012  | 13:30 UTC+1 | Austria     | 18 - 30 | Paesi Bassi |

### Gruppo 3
Giocato dal 3 ottobre al 2 dicembre 2012.
| Pos. | Squadra     | Pt | G | V | N | P | GF  | GS  | DR   |
| ---- | ----------- | -- | - | - | - | - | --- | --- | ---- |
| 1.   | Polonia     | 12 | 6 | 6 | 0 | 0 | 210 | 101 | +109 |
| 2.   | Bielorussia | 8  | 6 | 4 | 0 | 2 | 189 | 139 | +50  |
| 3.   | Italia      | 4  | 6 | 2 | 0 | 4 | 116 | 187 | -71  |
| 4.   | Lituania    | 0  | 6 | 0 | 0 | 6 | 142 | 230 | -88  |

| Data       | Ora         | Località  | Partita     | Partita | Partita     |
| ---------- | ----------- | --------- | ----------- | ------- | ----------- |
| 3-10-2012  | 19:00 UTC+3 | Mahilëŭ   | Bielorussia | 42 - 22 | Lituania    |
| 4-10-2012  | 20:00 UTC+2 | Oderzo    | Italia      | 11 - 32 | Polonia     |
| 7-10-2012  | 16:00 UTC+3 | Panevėžys | Lituania    | 27 - 29 | Italia      |
| 7-10-2012  | 17:10 UTC+2 | Legionowo | Polonia     | 29 - 19 | Bielorussia |
| 21-11-2012 | 20:30 UTC+1 | Elbląg    | Polonia     | 48 - 18 | Lituania    |
| 22-11-2012 | 20:00 UTC+1 | Rovereto  | Italia      | 16 - 30 | Bielorussia |
| 24-11-2012 | 16:00 UTC+2 | Panevėžys | Lituania    | 19 - 32 | Polonia     |
| 25-11-2012 | 14:00 UTC+2 | Mahilëŭ   | Bielorussia | 29 - 16 | Italia      |
| 28-11-2012 | 18:00 UTC+1 | Kwidzyn   | Polonia     | 39 - 12 | Italia      |
| 28-11-2012 | 21:00 UTC+2 | Kaunas    | Lituania    | 26 - 47 | Bielorussia |
| 1-12-2012  | 17:00 UTC+1 | Rovereto  | Italia      | 32 - 30 | Lituania    |
| 2-12-2012  | 15:00 UTC+2 | Mahilëŭ   | Bielorussia | 22 - 30 | Polonia     |

### Gruppo 4
Giocato dal 3 ottobre al 1º dicembre 2012.
| Pos. | Squadra     | Pt | G | V | N | P | GF  | GS  | DR  |
| ---- | ----------- | -- | - | - | - | - | --- | --- | --- |
| 1.   | Turchia     | 6  | 4 | 3 | 0 | 1 | 136 | 109 | +27 |
| 2.   | Portogallo  | 4  | 4 | 2 | 0 | 2 | 118 | 124 | -6  |
| 3.   | Azerbaigian | 2  | 4 | 1 | 0 | 3 | 98  | 119 | -21 |

| Data       | Ora         | Località | Partita     | Partita | Partita     |
| ---------- | ----------- | -------- | ----------- | ------- | ----------- |
| 3-10-2012  | 18:00 UTC+3 | Ankara   | Turchia     | 35 - 19 | Azerbaigian |
| 6-10-2012  | 17:00 UTC+1 | Anadia   | Portogallo  | 38 - 36 | Turchia     |
| 21-11-2012 | 17:00 UTC+4 | Baku     | Azerbaigian | 27 - 23 | Portogallo  |
| 24-11-2012 | 17:00 UTC+4 | Baku     | Azerbaigian | 26 - 30 | Turchia     |
| 28-11-2012 | 20:45 UTC   | Seixal   | Portogallo  | 31 - 26 | Azerbaigian |
| 1-12-2012  | 11:00 UTC+2 | Ankara   | Turchia     | 35 - 26 | Portogallo  |

## Seconda fase
Le partite di andata si sono giocate il 1º e il 2 giugno 2013, quelle di ritorno tra il 7 e il 9 giugno.
| Squadra 1   | Totale  | Squadra 2 | Andata  | Ritorno |
| ----------- | ------- | --------- | ------- | ------- |
| Turchia     | 50 – 73 | Danimarca | 24 – 42 | 26 – 31 |
| Islanda     | 38 – 55 | Rep. Ceca | 17 – 29 | 21 – 26 |
| Macedonia   | 37 – 54 | Spagna    | 21 – 27 | 16 – 27 |
| Paesi Bassi | 59 – 48 | Russia    | 26 – 27 | 33 – 21 |
| Slovacchia  | 43 – 53 | Romania   | 21 – 23 | 22 – 30 |
| Germania    | 49 – 38 | Ucraina   | 24 – 16 | 25 – 22 |
| Svezia      | 54 – 58 | Polonia   | 23 – 26 | 31 – 32 |
| Francia     | 48 – 44 | Croazia   | 18 – 18 | 30 – 26 |